# Janina Lewon
Janina Antonina Lewon, z domu Latwis (ur. 22 lutego 1909 w Stanisławowie, w guberni mohylewskiej, zm. 28 marca 1965 w Gdańsku) – farmaceutka, pracownica Akademii Lekarskiej i Akademii Medycznej w Gdańsku.

## Życiorys
Jej rodzicami byli: Jan Latwis, urzędnik państwowy i Maria z d. Karnicka, gospodyni domowa. Miała dwoje rodzeństwa: Halinę i Stanisława, porucznika lotnictwa, autora melodii „Marsza lotników”. W 1927 roku ukończyła Gimnazjum Sióstr Nazaretanek w Wilnie. Po maturze podjęła trzyletnie studia farmaceutyczne na Uniwersytecie Stefana Batorego. Od 1931 roku zatrudniona była w aptece Piotra Jundziłła w Wilnie. W roku 1933 uzyskała dyplom magistra farmacji. Po zbombardowaniu apteki przez wojska niemieckie w 1944 roku objęła etat asystentki w przyszpitalnej aptece Czerwonego Krzyża w Wilnie.
Od 1945 roku Janina Lewon pracowała w aptece Wacława Domańskiego w Gdańsku-Nowym Porcie. Była członkiem komitetu organizacyjnego Akademii Lekarskiej w Gdańsku. Rok później została zatrudniona w Katedrze Farmakognozji AL na stanowisku starszego asystenta, a w 1947 roku awansowała na adiunkta w nowo powstałej Katedrze Farmacji Stosowanej. W roku 1948 powróciła do poprzedniej katedry. W 1949 roku była współorganizatorem kursu dla pomocniczych sił naukowych. Z rokiem 1953 rozpoczęła pierwsze samodzielne badania naukowe, związane z oznaczaniem alkaloidów w poszczególnych częściach rośliny z rodziny dzwonowatych Lobelia inflata. W swojej działalności naukowej skupiła się na badaniach jałowości leków, metodach sporządzania farmaceutyków jałowych, w tym medykamentów ocznych i antybiotyków. Do jej zakresu zainteresowań należały inhibitory antybiotyków oraz proces kiełkowania zarodników laseczek tlenowych w lekach tyndalizowanych. Od 1956 roku prowadziła kursy podyplomowe dla farmaceutów dotyczące przygotowania i kontroli leku jałowego. Dwa lata później zaczęła redagować dodatek kwartalny do periodyku „Farmacja Polska” pt. „Apteka Szpitalna”. Działania Janiny Lewon przyniosły aptece AMG dwa pierwsze w Polsce boksy aseptyczne, co umożliwiło edukację studentów farmacji odbywających część zajęcia aptece. W 1963 roku uzyskała stopień naukowy doktora nauk farmaceutycznych na podstawie dysertacji napisanej pod kierunkiem prof. Henryka Ellerta pt. „Przeżywalność drobnoustrojów w alkaloidowych lekach stosowanych w chorobach oczu”.
Dr Janina Lewon zmarła 28 marca 1965 roku. Pochowana została na cmentarzu Srebrzysko w Gdańsku.

## Członkostwo[1]
- Polskie Towarzystwo Farmaceutyczne
- Polskie Towarzystwo Mikrobiologiczne
- Związek Zawodowy Farmaceutów Pracowników Rzeczypospolitej Polskiej
- Okręgowa Izba Aptekarska w Gdańsku

## Odznaczenia
- Złoty Krzyż Zasługi[11]
- Medal 10-lecia Polskiej Rzeczypospolitej Ludowej[12]
- Odznaka honorowa „Za wzorową pracę w służbie zdrowia”[1]

## Publikacje naukowe

### Autor[8]
- Zagadnienie aptek zakładowych (1956);
- W sprawie szkolenia farmaceutów, zatrudnionych w aptekach szpitalnych : na marginesie kursu szkoleniowego w Gdańsku (1957);
- Lek w świetle zakażeń wewnątrzszpitalnych (1959);
- Przeżywalność drobnoustrojów w alkaloidowych lekach stosowanych w chorobach oczu (1963).

### Współautor[8]
- Sposoby zapobiegania zakażeniu leków sporządzanych w aptekach szpitalnych (1958);
- Leki sporządzane w aptece szpitalnej jako jedna z możliwych dróg szerzenia się zakażeń szczepami opornymi na micrococcus pyogenes (1958);
- Badania nad kiełkowaniem zarodników w lekach wyjaławianych metodą tyndalizacji (1959);
- Sposoby zapobiegania zakażeniu leków sporządzanych w aptekach szpitalnych (1959);
- The breakdown of atropine by bacteria (1961);
- Produkcja leków jałowych w aptekach szpitalnych (1963);
- Preparatyka i kontrola leku jałowego (1964).